# Amazoonops
Genre
Amazoonops est un genre d'araignées aranéomorphes de la famille des Oonopidae.

## Distribution
Les espèces de ce genre sont endémiques du Brésil. Elles se rencontrent au Pará et en Amazonas.

## Liste des espèces
Selon World Spider Catalog (version 18.0, 23/02/2017) :
- Amazoonops almeirim Ott, Ruiz, Brescovit & Bonaldo, 2017
- Amazoonops cachimbo Ott, Ruiz, Brescovit & Bonaldo, 2017
- Amazoonops caxiuana Ott, Ruiz, Brescovit & Bonaldo, 2017
- Amazoonops ducke Ott, Ruiz, Brescovit & Bonaldo, 2017
- Amazoonops juruti Ott, Ruiz, Brescovit & Bonaldo, 2017

## Publication originale
- Ott, Ruiz, Brescovit & Bonaldo, 2017 : Amazoonops, a new genus of goblin spiders (Araneae: Oonopidae) from the Brazilian Amazon. Zootaxa, no 4236(2), p. 244-268.